# Pariconha
Pariconha is een gemeente in de Braziliaanse deelstaat Alagoas. De gemeente telt 10.539 inwoners (schatting 2009).